# Néstor de la Rosa
Néstor Evadio de la Rosa Villegas (Pueblo Libre, 19 de abril de 1967) es un economista y político peruano. Es el actual alcalde del distrito del Rímac desde el 1 de enero del 2023 y fue regidor en 2011.

## Biografía
Nació en el Distrito de Pueblo Libre, ubicado en la ciudad de Lima, el 19 de abril de 1967.
Ingresó a la Universidad Señor de Sipán donde no logró a concluir sus estudios universitarios, sin embargo, ingresó luego a la Universidad Nacional José Faustino Sánchez Carrión donde estudió la carrera de economista y graduándose en el año 2006. También cuenta con un bachillerato en la Universidad Nacional Federico Villarreal.

## Carrera política
Fue miembro del partido Somos Perú y se inició en la política cuando fue elegido como regidor del distrito del Rímac en el año 2010. Luego intentó ser alcalde con el partido Perú Patria Segura en 2014 y en 2018 con Somos Perú. También postuló sin éxito al Congreso de la República en 2020.

### Alcalde del Rímac
En las elecciones municipales del 2022, se afilió al partido Podemos Perú y postuló nuevamente como alcalde donde finalmente resultó elegido como alcalde del distrito del Rímac para el periodo 2022-2023.
En diciembre del 2023, el Ministerio Público abrió una investigación contra De la Rosa por los presuntos delitos de peculado tras la denuncia sobre que distintos funcionarios y servidores del Municipio resultaron favorecidos indebidamente con un doble pago y una doble facturación, pese a desarrollar un mismo trabajo. Anteriormente también contaba con denuncias por estafa, apropiación ilícita y falsa declaración en procedimientos administrativos, y enriquecimiento ilícito.